# Содо
Содо (амх. ሶዶ) или Волата Содо је град у јужној Етиопији, у Региону јужних нација, националности и народа у Зони Волата. Содо је удаљен око 438 километара југозападно од главног града Адис Абебе и око 160 километара западно од регионалног седишта Авасе. Содо лежи на надморског висини од око 1.600 m, важна је путна раскрсница, преко њега иде пут за језеро Абаја и град Арба Минч на југу, као и за Мизан Тефери и западну покрајину Гамбелу. Содо је седиште округа (вореде) Зурија. Три километра од града у правцу севера уздиже се планина Дамот висока 2.800 m.
У граду се налазе две болнице и аеродром. Италијанска фирма Салини Кострукори изградила је од 1994 -1999 160 км дуги макадамски пут између Соде и Чиде (преко Ваке) у правцу града Џиме. У склопу тог пројекта Изграђено је 6 мостова, од тога један челични преко реке Омо дужине 90 м. По плановима етиопске Владе тај пут би требало да се гради према граду Мизан Тефери на југозападу Етиопије и тако да смањи удаљеност од Авасе до Мизан Теферија са садашњих 622 на 400 км

## Историја
Раних 1930-их, Содо је описиван као једино место у округу Веламо које заслужује да се зове град. Тада је имао суботњи сајам, телефон и поштански уред. За време италијанске окупације (1937—1941) у Соду су биле стациониране две италијанске дивизије: 25. дивизија (генерал Либерати) и 101. дивизија (генерал Басари). Након што су опколили град 22. маја 1941. године, британским јединицама предало се чак 40.000 италијанских војника и официра.
Содо је дошао на насловне стране светских новина, новембра 1999. године када су због затварања два учитеља, који су се побунили због измењених школских програма, избили велики нереди у којима је погинуло 10 људи, стотинак њих је било рањено, а притворено око 1.000 људи.

## Становништво
Према подацима из 2005. године, град Содо имао је 65.737 становника, од тога 52% су били мушкарци док су 48% биле жене.
Према попису из 2012. године град је имао 86.050 становника.